# Вода на Місяці

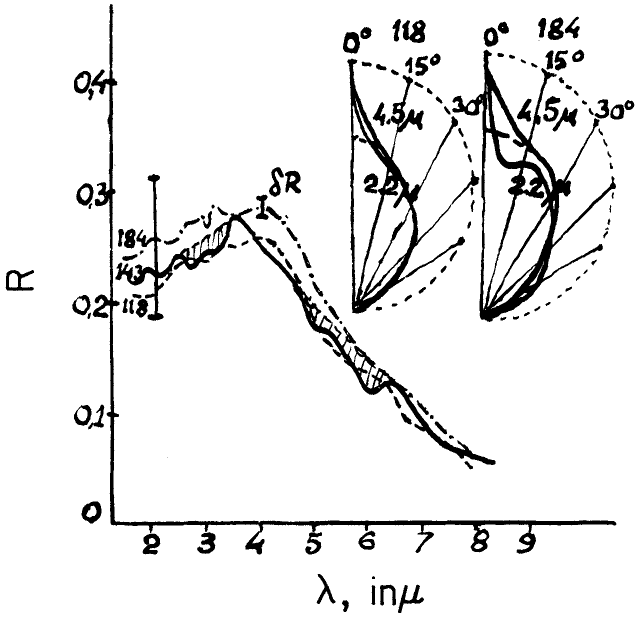
Спектри дифузного відбиття зразків місячного реголіту, вилучених на глибинах 118 і 184 см радянським зондом Луна-24, демонструють мінімуми біля 3, 5 і 6 мкм, смуги валентних коливань для молекул води.

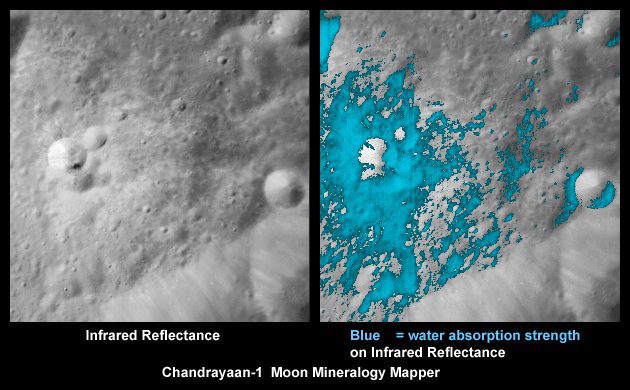
Ці зображення показують дуже молодий місячний кратер на зворотному боці, зроблене апаратом Moon Mineralogy Mapper на борту Чандраян-1.

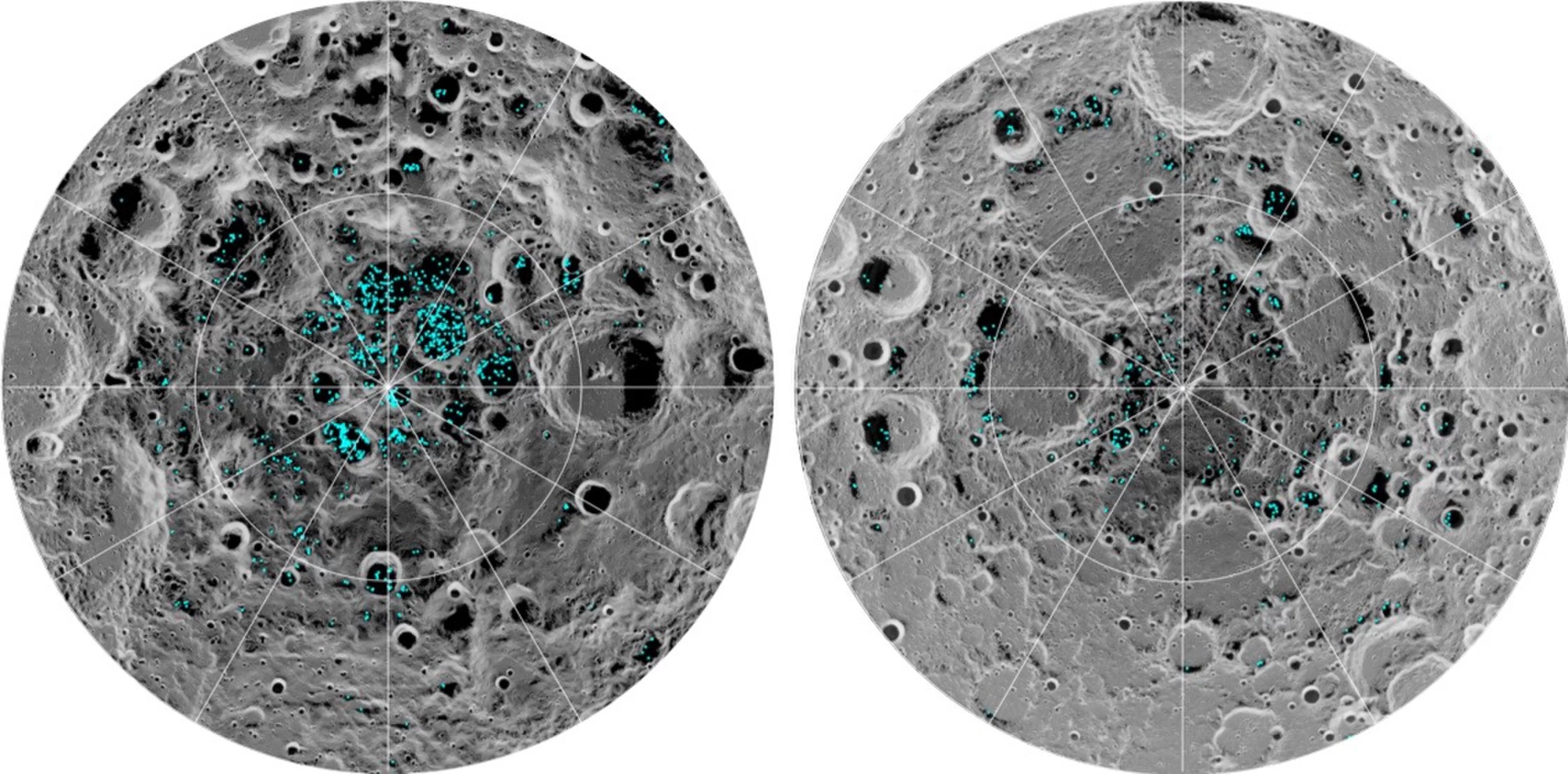
На зображенні показано розподіл поверхневого льоду на південному полюсі Місяця (ліворуч) і Північному полюсі (праворуч) за допомогою спектрометра НАСА Moon Mineralogy Mapper (M^{3}) на борту індійського орбітального апарата Чандраян-1.

Вода на Місяці — це вода, яка перебуває на Місяці незалежно від форми. Як виявила обсерваторія SOFIA (спільний проект 80/20 НАСА та Німецького аерокосмічного центру, DLR) у 2020 році, дифузні молекули води в низьких концентраціях можуть зберігатися на освітленій сонцем поверхні Місяця. Поступово водяна пара розкладається сонячним світлом, через що водень і кисень втрачаються у космосі. Вчені знайшли водяний лід у холодних, постійно затінених кратерах на полюсах Місяця. Молекули води також присутні в надзвичайно тонкій атмосфері Місяця.
Експеримент НАСА Ice-Mining Experiment-1 (планується запустити у рамках місії PRIME-1 не раніше ніж наприкінці 2024 року) покликаний відповісти на питання, чи є водяний лід у придатних для використання кількостях у південному полярному регіоні.
Вода (H2O) і пов'язана з нею гідроксильна група (-OH) існують у хімічно зв'язаних формах у вигляді гідратів і гідроксидів з місячними мінералами (а не у формі вільної води), і дані переконливо свідчать про те, що це відбувається в низьких концентраціях на більшості поверхні Місяця. Фактично, розраховано, що адсорбована вода існує в слідових концентраціях від 10 до 1000 частин на мільйон. Протягом другої половини 20-го сторіччя на основі різноманітних спостережень було накопичено непереконливі докази існування вільного водяного льоду на полюсах Місяця, які свідчать про наявність зв'язаного водню.
18 серпня 1976 року радянський зонд «Луна-24» здійснив посадку в Морі Криз, взявши проби з глибин 118, 143 і 184 см місячного реголіту, і повернув їх на Землю. У лютому 1978 року лабораторний аналіз цих зразків показав, що вони містили 0,1 % (1000 ppm) води за масою. Спектральні вимірювання показали мінімуми поблизу 3, 5 і 6 мкм, характерні смуги валентних коливань для молекул води, інтенсивність яких у два-три рази перевищує рівень шуму.
24 вересня 2009 року спектрометр Chandra's Altitudinal Composition Explorer (CHACE) Індійської організації космічних досліджень і Moon Mineralogy Mapper (M3) НАСА на борту зонда Чандраян-1 виявили особливості поглинання на довжинах хвиль 2,8–3,0 мкм на поверхні Місяця. 14 листопада 2008 року Чандраян-1 випустив зонд Moon Impact Probe для зіткнення у кратері Шеклтон, що допомогло підтвердити наявність водяного льоду. Для силікатних тіл такі особливості зазвичай приписують гідроксильним та/або водовмісним матеріалам. У серпні 2018 року НАСА підтвердило, що M3 показав наявність водяного льоду на поверхні полюсів Місяця. 26 жовтня 2020 року обсерваторія SOFIA підтвердила наявність води в концентраціях від 100 до 412 частин на мільйон (0,01 %-0,042 %) на освітленій сонцем поверхні Місяця.
Вода могла бути доставлена на Місяць протягом геологічних масштабів часу внаслідок регулярного бомбардування водоносними кометами, астероїдами та метеороїдами або безперервно вироблялася на місці іонами водню (протонами) сонячного вітру, що діють на мінерали, які містять кисень.
Пошуки присутності місячної води привернули значну увагу та спонукали до кількох недавніх місячних місій, головним чином через корисність води для довгострокового проживання на Місяці.

## Історія спостережень

### 20 століття
Про можливість існування льоду на дні полярних місячних кратерів вперше припустили в 1961 році дослідники Каліфорнійського технологічного інституту Кеннет Уотсон, Брюс С. Мюррей і Гаррісон Браун.
Земні радіолокаційні вимірювання використовувалися для виявлення областей, які знаходяться в постійній тіні і, отже, мають потенціал для укриття місячного льоду. Оцінки загальної площі затінених приполярних областей від 87,5 градусів широти становлять 1030 і 2550 км2 для північного та південного полюсів відповідно. Подальше комп'ютерне моделювання, що охоплює додатковий рельєф, показало, що в постійній тіні може бути площа до 14000 км2.

#### Програма Аполлон
Хоча сліди води були виявлені у зразках місячних порід, зібраних астронавтами Аполлона, припускалося, що це результат забруднення, і більшість місячної поверхні вважалося повністю сухою. Однак у 2008 році дослідження зразків місячних порід виявило докази молекул води, захоплених у вулканічних скляних кульках.
Перші прямі докази наявності водяної пари поблизу Місяця були отримані в ході експерименту Apollo 14 ALSEP Suprathermal Ion Detector Experiment, SIDE, 7 березня 1971 року. Мас-спектрометр спостерігав серію спалахів іонів водяної пари на поверхні Місяця поблизу місця посадки Аполлона-14.

#### Луна-24
У лютому 1978 року радянські вчені М. Ахманова, Б. Дементьєв і М. Марков з Інституту геохімії та аналітичної хімії імені В. І. Вернадського опублікували статтю, в якій стверджувалося, що вода виявлена з достатньою впевненістю. Їхнє дослідження показало, що зразки, повернуті на Землю радянським зондом «Луна-24» у 1976 році, містили близько 0,1 % води за масою, як видно з інфрачервоної абсорбційної спектроскопії (довжина хвилі приблизно 3 мкм), на рівні виявлення приблизно в 10 разів вище порогового значення, хоча Кроттс зазначає, що «автори… не бажали ставити свою репутацію на абсолютну заяву про те, що земного забруднення вдалося повністю уникнути». Це було б першим прямим вимірюванням вмісту води на поверхні Місяця, хоча цей результат не був підтверджений іншими дослідниками.

#### Клементина

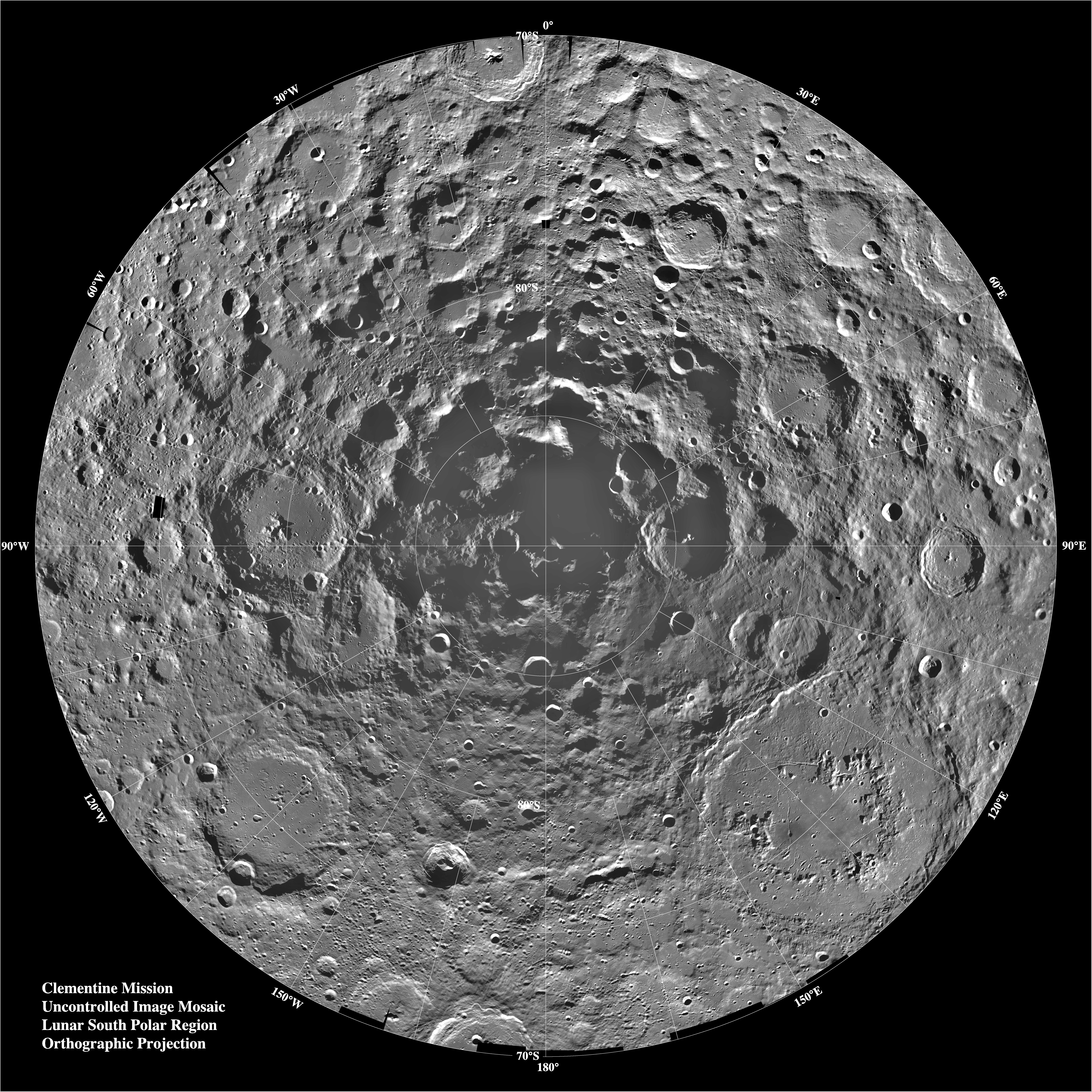
Зведене зображення південної полярної області Місяця, зроблене зондом НАСА Клементина протягом двох Місячний день. Постійно затінені ділянки можуть утримувати водяний лід.

Пропонований доказ наявності водяного льоду на Місяці надійшов у 1994 році з зонда США «Клементина». У дослідженні, відомому як «експеримент з бістатичним радаром», Клементина використовувала свій передавач для передачі радіохвиль у темні області південного полюса Місяця. Відлуння цих хвиль були виявлені великими тарілчастими антенами мережі дальнього космічного зв'язку на Землі. Величина та поляризація цих відлунь відповідали крижаній, а не скелястій поверхні, але результати були непереконливими, і їх значення було поставлене під сумнів.

#### Lunar Prospector
Зонд Lunar Prospector, запущений у 1998 році, використовував нейтронний спектрометр для вимірювання кількості водню в місячному реголіті поблизу полярних регіонів. Він зміг визначити надлишок та розташування водню з точністю до 50 частин на мільйон і виявив підвищену концентрацію водню на північному та південному полюсах Місяця. Це було інтерпретовано як вказівка на значну кількість водяного льоду, захопленого в постійно затінених кратерах, але також могло бути пов'язано з наявністю гідроксильного радикалу (•OH), хімічно зв'язаного з мінералами. Ґрунтуючись на даних Clementine та Lunar Prospector, вчені НАСА підрахували, що за наявності поверхневого водного льоду його загальна кількість може сягати 1-3 кубічних кілометрів. У липні 1999 року, наприкінці своєї місії, зонд Lunar Prospector навмисно врізався в кратер Шумейкер, поблизу південного полюса Місяця, в надії, що буде вивільнено помітну кількість води. Однак спектроскопічні спостереження з наземних телескопів не виявили спектрального підпису води.

#### Кассіні–Гюйгенс
Більше підозр щодо існування води на Місяці були породжені непереконливими даними, отриманими місією Кассіні-Гюйгенс, яка пролетіла повз Місяць у 1999 році.

### 21 століття

#### Deep Impact
У 2005 році спостереження за Місяцем, виконані космічним апаратом Deep Impact, дали непереконливі спектроскопічні дані, які свідчать про наявність води на Місяці. У 2006 році спостереження за допомогою планетарного радара Аресібо показали, що деякі з показів приполярних радарів апарата Клементина, які раніше вважалися ознаками льоду, натомість можуть бути пов'язані з скелями, викинутими з молодих кратерів. Якщо це правда, то нейтронні результати Lunar Prospector були в основному від водню в формах, відмінних від льоду, таких як захоплені молекули водню або органічні речовини. Тим не менш, інтерпретація даних Аресібо не виключає можливості існування водяного льоду в постійно затінених кратерах. У червні 2009 року космічний корабель НАСА Deep Impact, який тепер отримав назву EPOXI, здійснив додаткові підтверджувальні вимірювання зв'язаного водню під час іншого обльоту Місяця.

#### Кагуя
У рамках своєї програми картографування Місяця японський зонд Кагуя, запущений у вересні 2007 року для 19-місячної місії, здійснив гамма-спектрометричні спостереження з орбіти, якими можна вимірювати кількість різних елементів на поверхні Місяця. Датчики зображення високої роздільної здатності японського зонда Кагуя не змогли виявити жодних ознак водяного льоду в постійно затінених кратерах навколо південного полюса Місяця, і він завершив свою місію, врізавшись у поверхню Місяця, щоб вивчити вміст шлейфу викиду. Результати вимірювань, отримані Кагуя, пояснювались як присутністю чистого анортозиту, так і сублімацією летких речовин (імовірно льоду) з глибини 10-20 см від поверхні.

#### Чан'е 1
Орбітальний апарат Китайської Народної Республіки Чан'е-1, запущений у жовтні 2007 року, зробив перші детальні фотографії деяких полярних областей, де, ймовірно, знайдена вода у формі криги. Результати обробки даних з мікрохвильового радіометра показали можливість існування 2,8 % водяного льоду в реголіті кратера Кабео. Також показано існування іонів {\displaystyle {\ce {H^+_2}}} у екзосфері Місяця.

#### Чандраян-1

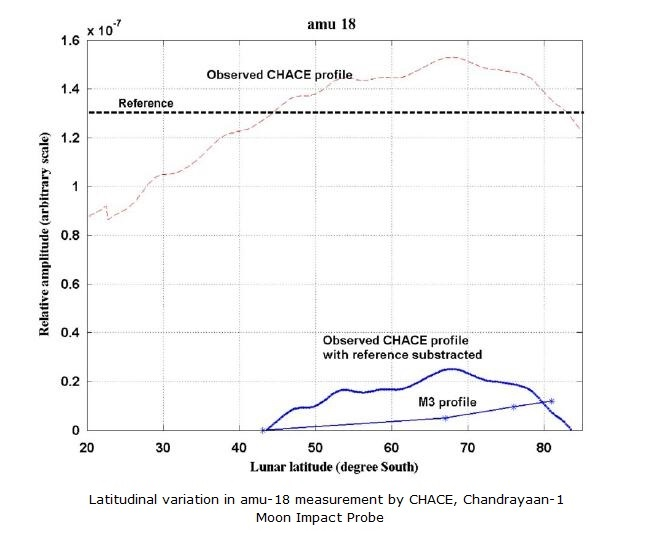
Прямі докази наявності місячної води в місячній атмосфері, отримані за допомогою висотного профілю Чандраян-1 (CHACE).

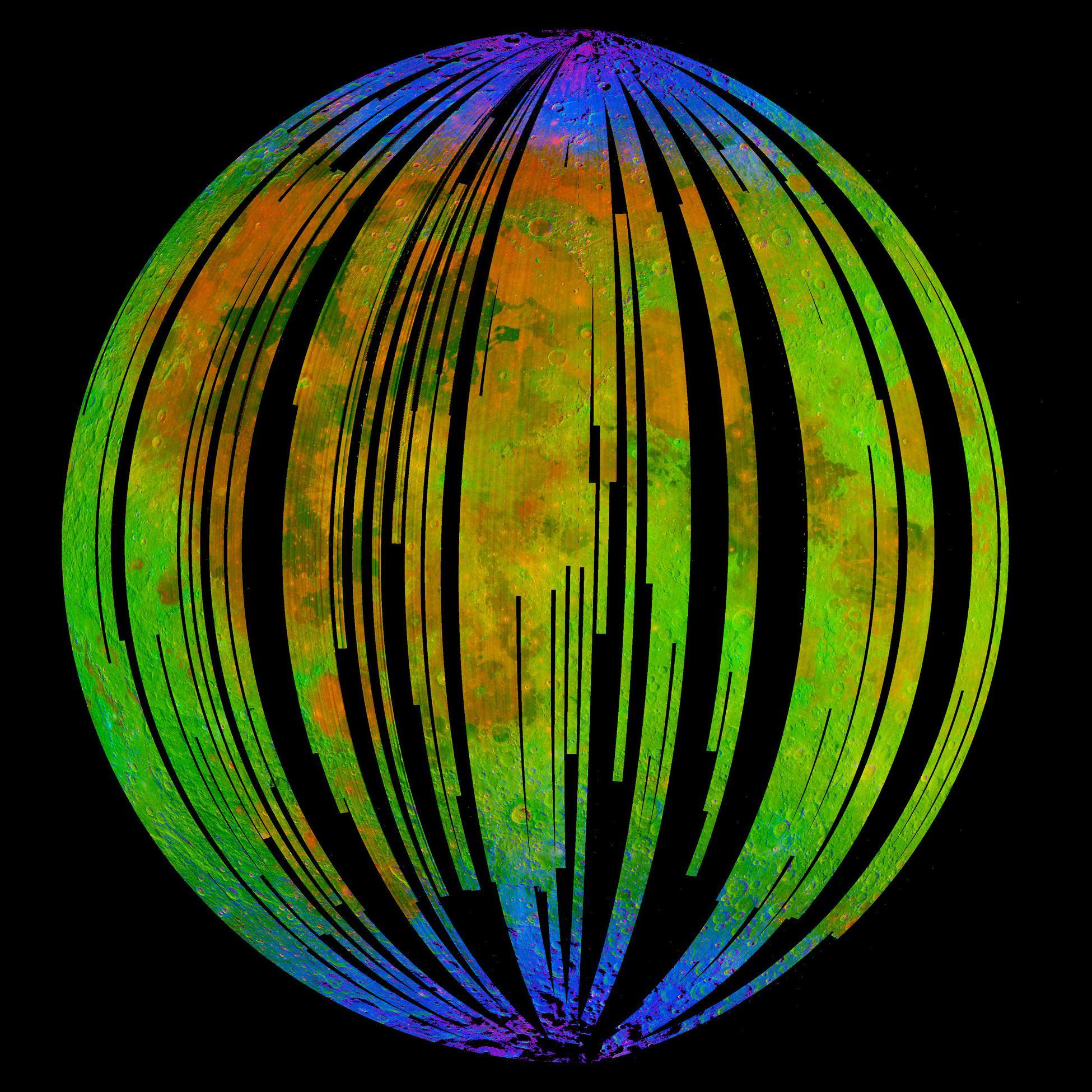
Зображення Місяця, зроблене картографом з мінералогії Місяця. Синій колір показує спектральний характер гідроксиду, зелений показує яскравість поверхні, виміряну відбитим інфрачервоним випромінюванням від Сонця, а червоний показує мінерал під назвою піроксен.

Індійський космічний корабель Чандраян-1 випустив зонд Moon Impact Probe (MIP), який зіткнувся з кратером Шеклтон на південному полюсі Місяця о 20:31 14 листопада 2008 року, вивільнивши підповерхневі уламки, які проаналізовані на наявність водяного льоду. Під час 25-хвилинного спуску Chandra's Altitudinal Composition Explorer (CHACE) зафіксував докази наявності води в 650 мас-спектрах, зібраних у тонкій атмосфері над поверхнею Місяця, і лініях поглинання гідроксилу у відбитому сонячному світлі.
25 вересня 2009 року НАСА оголосило, що дані, надіслані з його M3, підтвердили існування водню на великих ділянках поверхні Місяця, хоча і в низьких концентраціях і у формі гідроксильної групи ( · OH) хімічно зв'язаної із ґрунтом. Це підтверджує попередні дані спектрометрів на борту зондів Deep Impact і Cassini. На Місяці ця особливість розглядається як широко розповсюджене поглинання, яке виявляється найсильнішим у більш низьких високих широтах і в кількох свіжих кратерах у польовому шпаті. Загальна відсутність кореляції цієї особливості даних M3 від сонячного освітленні з даними нейтронного спектрометра щодо надлишку Н свідчить про те, що утворення та утримання OH і H2O є поточним процесом на поверхні.
Хоча результати M3 узгоджуються з нещодавніми висновками інших приладів НАСА на борту Чандраян-1, виявлені молекули води в полярних регіонах Місяця не узгоджуються з наявністю товстих відкладень майже чистого водяного льоду в межах кількох метрів від поверхні Місяця, але це не виключає наявності невеликих (<~ 10 см), окремих шматків льоду, змішаних з реголітом. Додатковий аналіз за допомогою M3, опублікований у 2018 році, надав більш прямі докази наявності водяного льоду біля поверхні в межах 20° широти від обох полюсів. На додаток до спостережень за відбитим світлом від поверхні, вчені використовували можливості M3 з дослідження поглинання у ближньому інфрачервоному діапазоні в постійно затінених областях полярних регіонів, щоб знайти спектри поглинання, які відповідають льоду. У районі північного полюса водяний лід розкиданий у вигляді плям, тоді як навколо південного полюса він більше зосереджений в одному тілі. Оскільки ці полярні області не зазнають високих температур (вище 373 Кельвінів), було припущено, що полюси діють як холодні пастки, де на Місяці збирається випарувана вода.
У березні 2010 року було повідомлено, що Mini-SAR на борту Чандраян-1 виявив понад 40 постійно затемнених кратерів поблизу північного полюса Місяця, які, за гіпотезою, містять близько 600 мільйонів метричних тонн водяного льоду. Високе відношення кругової поляризації радара не є однозначною діагностикою нерівностей або льоду; наукова група повинна взяти до уваги середовище появи високого відношення кругової поляризації сигналу, щоб інтерпретувати його причину. Лід має бути відносно чистим і товщиною принаймні пару метрів, щоб дати такий підпис. Розрахункова кількість потенційно наявного водяного льоду порівнянна з кількістю, оціненою за даними нейтронів попередньої місії Lunar Prospector.

#### Lunar Reconnaissance Orbiter
9 жовтня 2009 р. верхній ступінь ракети-носія Atlas V був спрямований на зіткнення з кратером Кабео об 11:31 UTC, а потім космічний корабель Lunar Crater Observation and Sensing Satellite (LCROSS) пролетів через шлейф викиду. LCROSS виявив значну кількість гідроксильних груп у матеріалі, викинутому з південного полярного кратера ударним зондом; це можна віднести до водомістких матеріалів — того, що виглядає як «майже чистий кристалічний водний лід», змішаний з реголітом. Насправді було виявлено хімічну групу гідроксилу ( · OH), яка, ймовірно, походить від води, але також може бути гідратами, які є неорганічними солями, що містять хімічно зв'язані молекули води. Природа, концентрація та розподіл цього матеріалу потребують подальшого аналізу. Головний науковий співробітник місії Ентоні Колапрет заявив, що викид, схоже, включає низку дрібнозернистих частинок майже чистого кристалічного водяного льоду. Пізніший остаточний аналіз показав, що концентрація води становить «5,6 ± 2,9 % маси».
Інструмент Mini-RF на борту орбітального апарата Lunar Reconnaissance Orbiter (LRO) спостерігав шлейф уламків від удару орбітального апарата LCROSS, і було зроблено висновок, що водяний лід має бути у формі невеликих (< ~10 см), окремих шматочків, розподілених по всьому реголіту, або у вигляді тонкого криханого покриття на зернах. Це, у поєднанні з моностатичними радіолокаційними спостереженнями, свідчить про те, що водяний лід у постійно затінених областях місячних полярних кратерів, навряд чи присутній у формі товстих відкладень чистого льоду.
Дані, отримані приладом Lunar Exploration Neutron Detector (LEND) на борту LRO, показують кілька областей, де потік епітеплових нейтронів від поверхні придушений, що вказує на підвищений вміст водню. Подальший аналіз даних LEND свідчить про те, що вміст води в полярних регіонах безпосередньо не визначається умовами освітленості поверхні, оскільки освітлені та затінені регіони не виявляють істотної різниці в оцінюваному вмісті води. Відповідно до спостережень лише цим інструментом, «постійна низька температура поверхні холодних пасток не є необхідною та достатньою умовою для збільшення вмісту води в реголіті».
Дослідження кратера Шеклтон на південному полюсі Місяця лазерним висотоміром LRO показує, що до 22 % поверхні цього кратера вкрито льодом.

#### Розплавні включення в зразках Аполлона-17
У травні 2011 року Ерік Горі та ін. повідомили про 615—1410 ppm води в розплавних включеннях у місячному зразку 74220, відомому як «помаранчевий скляний ґрунт» з високим вмістом титану вулканічного походження, зібраному під час місії «Аполлон-17» у 1972 році.
Цю концентрацію можна порівняти з концентрацією у магмі у верхній мантії Землі. Незважаючи на значний селенологічний інтерес, це оголошення мало втішить потенційних колоністів Місяця. Зразок виник за багато кілометрів під поверхнею, і доступ до включень настільки важкий, що знадобилося 39 років, щоб виявити їх за допомогою найсучаснішого інструменту іонного мікрозонду. 

#### Стратосферна обсерваторія інфрачервоної астрономії
У жовтні 2020 року астрономи повідомили про виявлення молекулярної води на освітленій сонцем поверхні Місяця кількома незалежними науковими групами, включаючи Стратосферну обсерваторію інфрачервоної астрономії (SOFIA). Розрахункова кількість становить приблизно від 100 до 400 частин на мільйон з розподілом у невеликому діапазоні широт, що, ймовірно, є результатом місцевої геології, а не глобального явища. Було припущено, що виявлена вода зберігається в шматках скла або в пустотах між зернами, захищеною від суворого місячного середовища, що дозволяє воді залишатися на поверхні Місяця. Використовуючи дані Lunar Reconnaissance Orbiter, було показано, що окрім великих, постійно затінених областей у полярних областях Місяця, існує багато некартованих холодних пасток, які значно збільшують області, де може накопичуватися лід. Встановлено, що приблизно 10–20 % постійної площі холодної пастки для води міститься в «мікрохолодних пастках», які знаходяться в тіні в масштабах від 1 км до 1 см, на загальній площі ~40 000 км2, приблизно 60 % яка знаходиться на півдні, і більшість холодних пасток для водяного льоду знаходяться на широтах >80° через постійну тінь.
26 жовтня 2020 року: у статті, опублікованій в Nature Astronomy, команда вчених використовувала SOFIA, інфрачервоний телескоп, встановлений усередині реактивного літака 747, щоб провести спостереження, які показали однозначні докази наявності води в тих частинах Місяця, де світить Сонце. «Це відкриття показує, що вода може бути розподілена по місячній поверхні, а не обмежуватися холодними затіненими місцями поблизу місячних полюсів», — сказав Пол Герц, директор відділу астрофізики НАСА.

#### Lunar IceCube
Lunar IceCube — це CubeSat розміром 6U (шість одиниць), який мав оцінити кількість і склад місячного льоду за допомогою спектрометра інфрачервоного зображення, розробленого Центром космічних польотів Годдарда НАСА. Космічний корабель успішно відділився від Артеміда-1 17 листопада 2022 року, але незабаром після цього не зміг вийти на зв'язок і вважається втраченим.

#### PRIME-1
Спеціальний локальний експеримент НАСА під назвою PRIME-1 планується висадити на Місяць не раніше листопада 2023 року поблизу кратера Шеклтон на Південному полюсі Місяця. Місія буде бурити у пошуках водяного льоду.

#### Lunar Trailblazer
Супутник Lunar Trailblazer, запланований на запуск у 2025 році, є частиною програми НАСА Small Innovative Missions for Planetary Exploration (SIMPLEx). Супутник оснащено двома інструментами — спектрометром високої роздільної здатності, який виявлятиме та картографує різні форми води, і термокартографом. Основні цілі місії полягають у тому, щоб охарактеризувати форму місячної води, її кількість і місце; визначити, як місячні леткі речовини змінюються та переміщуються з часом; виміряти, скільки і яка форма води існує в постійно затінених областях Місяця; а також оцінити, як відмінності у відбивній здатності та температурі місячних поверхонь впливають на концентрацію місячної води.

#### Зонд Чан'е-5
Дослідження, опубліковане в журналі Nature Geoscience у квітні 2023 року, показало, що трильйони фунтів води можуть бути розкидані по всьому Місяцю, потрапивши в крихітні скляні кульки, які могли утворитися, коли астероїди зтикалися з місячною поверхнею. Дослідження провели китайські вчені, які проаналізували перші зразки місячного ґрунту, повернуті на Землю з 1970-х років. Дослідники виявили, що скляні кульки містять значну кількість води, що вказує на новий механізм зберігання води на поверхні Місяця. Отримані дані можуть бути корисними для майбутніх місій на Місяць шляхом виявлення потенційних ресурсів, які можна перетворити на питну воду або ракетне паливо.

## Можливий кругообіг води

### Утворення
Місячна вода має два потенційних джерела: водоносні комети (та інші тіла), що стикаються з Місяцем, і утворення на місці. Існує теорія, що останнє може статися, коли іони водню (протони) у сонячному вітрі хімічно поєднуються з атомами кисню, присутніми в місячних мінералах (оксидах, силікатах тощо), утворюючи невелику кількість води, захопленої кристалами мінералів. решітки або як гідроксильні групи, потенційні попередники води. (Цю воду мінералів не слід плутати з водяним льодом.)
Гідроксильні поверхневі групи (X–OH), утворені реакцією протонів (H+) з атомами кисню, доступними на поверхні оксиду (X=O), можуть бути далі перетворені в молекули води (H2O), які будуть адсорбовані на поверхні оксидного мінералу. Баланс мас передбачуваного хімічного перегрупування на поверхні оксиду можна схематично записати так:
2 X–OH → X=O + X + H 2 O
або
2 X–OH → X–O–X + H 2 O
де «X» являє собою поверхню оксиду.
Для утворення однієї молекули води необхідна наявність двох сусідніх гідроксильних груп або каскад послідовних реакцій одного атома кисню з двома протонами.

### Захоплення
Сонячне випромінювання зазвичай виносить вільну воду або водяний лід з місячної поверхні, розщеплюючи її на водень і кисень, які потім виходять у космос. Однак через дуже невеликий осьовий нахил осі обертання Місяця до площини екліптики (1,5 °), деякі глибокі кратери поблизу полюсів ніколи не отримують сонячного світла і постійно затінені (див., наприклад, кратер Шеклтон і кратер Уіпл). Температура в цих регіонах ніколи не піднімається вище приблизно 100 K (близько −170 ° Цельсія), і будь-яка вода, яка зрештою потрапила в ці кратери, могла залишатися замерзлою та стабільною протягом надзвичайно тривалих періодів часу — можливо, мільярдів років, залежно від стабільності орієнтації осі Місяця.
Хоча відкладення льоду можуть бути товстими, вони, швидше за все, змішані з реголітом, можливо, у вигляді шаруватих форм.

### Транспорт
Хоча вільна вода не може зберігатися в освітлених областях Місяця, будь-яка така вода, що утворюється там під дією сонячного вітру на місячні мінерали, може мігрувати до постійно холодних полярних областей і накопичуватися там у вигляді льоду, можливо, на додаток до будь-якого льоду, принесеного ударами комет.
Гіпотетичний механізм транспортування / захоплення води (якщо такий є) залишається невідомим: дійсно, місячні поверхні, які безпосередньо піддаються впливу сонячного вітру, де відбувається утворення води, занадто гарячі, щоб дозволити захоплення конденсацією води (і сонячне випромінювання також постійно розкладає воду), тоді як утворення води у неосвітлених (або набагато менше освітлених) ділянках, які не піддаються прямому впливу Сонця, відсутнє або значно менше. Враховуючи очікуваний короткий час життя молекул води в освітлених регіонах, коротка відстань транспортування в принципі збільшить ймовірність захоплення. Іншими словами, молекули води, які утворюються поблизу холодного темного полярного кратера, повинні мати найвищу ймовірність вижити й потрапити в пастку.

## Рідка вода
4–3,5 мільярда років тому на поверхні Місяця могла бути достатня кількість атмосфери та рідкої води. Теплі регіони з підвищеним тиском у надрах Місяця все ще можуть містити рідку воду.
Наявність великої кількості води на Місяці була б важливим фактором для того, щоб зробити проживання на Місяці економічно ефективним, оскільки транспортування води (або водню та кисню) із Землі було б непомірно дорогим. Якщо майбутні дослідження виявлять, що кількість буде особливо великою, водяний лід можна буде видобувати для отримання рідкої води для пиття та розмноження рослин, а також воду можна буде розділити на водень і кисень за допомогою електростанцій, обладнаних сонячними панелями, або ядерного генератора, забезпечення кисню для дихання, а також компонентів ракетного палива. Водневий компонент водяного льоду також можна використовувати для вилучення оксидів із місячного ґрунту та збору ще більшої кількості кисню.
Аналіз місячного льоду також надасть наукову інформацію про історію ударів Місяця та велику кількість комет і астероїдів у ранній Внутрішній Сонячній системі.

## Право власності
Гіпотетичне відкриття придатної для використання кількості води на Місяці може викликати правові питання про те, кому належить вода і хто має право її використовувати. Договір Організації Об'єднаних Націй з космосу не забороняє використання місячних ресурсів, але запобігає привласненню Місяця окремими націями і, як правило, тлумачиться як заборона країнам претендувати на право власності на місячні ресурси.
Договір про Місяць конкретно передбачає, що експлуатація місячних ресурсів регулюється «міжнародним режимом», але цей договір був ратифікований лише кількома країнами, і в першу чергу тими, які не мають можливості самостійного космічного польоту.
Люксембург і США надали своїм громадянам право на видобуток і володіння космічними ресурсами, включаючи ресурси Місяця. Президент США Дональд Трамп прямо заявив про це у своєму розпорядженні від 6 квітня 2020 р.